# Gyanakvó szerelem
A Gyanakvó szerelem (eredeti cím: Suspicion) 1941-ben készült, fekete-fehér amerikai film, Alfred Hitchcock rendezésében, Joan Fontaine és Cary Grant főszereplésével.
A film az angol Francis Iles "Before the Fact" című regényén alapul, de az adaptáció során az eredeti történetet olyan mértékben sikerült megváltoztatni, hogy Iles regényének végkifejlete és mondanivalója tökéletesen átalakult. Ahogy William L. De Andrea megjegyzi: a Gyanakvó szerelem regényváltozata "egy gyilkosról szóló tanulmány, az áldozat szemszögéből nézve. Mivel azonban a gyilkos szerepére Cary Grantet, az áldozatéra pedig Joan Fontaine-t választották, a stúdió egy másfajta befejezésre hajlott, ebbe Hitchcock beleegyezett, majd élete végig bánta ezt a döntését." A harmincas években Cary Grant lett a filmvászon ügyeletes aranyifjúja, a tökéletes úriember, akit minden anya szívesen fogadott volna vejéül. Éppen ezért, a gyilkos szerepére való kiválasztása már a kezdettől fogva merész vállalkozásnak tűnt.

## A regény cselekménye
A "Before the Fact" Lina, a 28 éves vénlány története. Vidéken nőtt fel, a huszadik század első évtizedeiben, és még most is szüleivel él, akik szinte biztosak benne, hogy lányuk soha nem megy férjhez. Lina azért várja a herceget, egy ismeretlent, aki beleszeret és megmenti innen. A regény kezdetén ez az ismeretlen megérkezik: a 27 éves Johnny Aysgarth, egy elszegényedett család igen jóképű fia személyében. Lina apja ellenzi a házasságot és mindenki úgy látja, a férfi csak a lány pénzére hajt.
Lina és Johnny végül mégis összeházasodnak. Párizsban töltik a nászútjukat és visszatérve egy hatalmas házba költöznek. Lina csak hat héttel később tudja meg, hogy Johnnynak nincs semmi jövedelme, az eddigieket kölcsönből fedezte, de most már nem kap többet. Lina fokozatosan átveszi a család valamennyi anyagi terhét és rábeszéli Johnnyt, hogy vállaljon valami munkát.
Lina lassanként ismeri fel, hogy férje valódi bűnöző: nemcsak beteges hazudozó, de kiderül, hogy tolvaj, hamisító, házasságtörő, sikkasztó és gyilkos. Johnny fokról fokra, de az asszony szeme láttára készül fel felesége meggyilkolására. A falujukba érkező krimiíróból kicsalja a halál után orvosilag kimutathatatlan méreg nevét. A regény legvégén, amikor Lina lényegében már őrült, influenzás lesz. Ekkor már hónapok óta csak azt várja, mikor öli meg őt a férje. Amikor Johnny italt hoz neki, az asszony önként issza meg, pedig tudja, hogy méreg van benne. Johnny meg fogja úszni, hiszen az emberek "influenzában is meg szoktak halni", és Lina még most is annyira szereti férjét, hogy ő is reméli, nem leplezik majd le Johnny tettét.

## A film
|  | Alább a cselekmény részletei következnek! |

A forgatókönyv bizonyos pontokon nagyon hűen követi a regényt, mégis alapjában változik meg. Johnny itt sokkal kevésbé bűnös: a filmben szó sem esik hűtlenségről, sokkal inkább egy feleségét szerető, de felelőtlen és lusta aranyifjú áll előttünk Cary Grant személyében.
A legnagyobb eltérés a film befejezésében található: Johnny itt is felviszi a talán mérget tartalmazó poharat Linának, de a rettegő asszony nem iszik bele. Másnap összepakol és az anyjához indul: Johnny felajánlja, hogy elviszi. Egy meredek szakadék szélén vezet az út, és Linán páni félélem ül, mert arra számít, hogy férje hamarosan kilöki. Johnny egyre gyorsabban vezet, majd egy hirtelen kanyarban valóban kinyílik a Lina melletti ajtó. Johnny Lina keze után kap, de nem világos: visszahúzni, vagy kilökni akarja-e a nőt. Utolsó filmbeli beszélgetésükben a szerelmes Lina megint hisz férjének és meggyőzi, hogy térjenek együtt haza. Lina (és a néző) félelme és gyanakvása mégis megmarad: Johnnyból még mindig bármikor gyilkos lehet.

## Szereplők
| Színész            | Szerep                                      |
| ------------------ | ------------------------------------------- |
| Joan Fontaine      | Lina McLaidlaw Aysgarth                     |
| Cary Grant         | Johnnie Aysgarth                            |
| Cedric Hardwicke   | General McLaidlaw (as Sir Cedric Hardwicke) |
| Nigel Bruce        | Gordon Cochrane 'Beaky' Thwaite             |
| Dame May Whitty    | Mrs. Martha McLaidlaw                       |
| Isabel Jeans       | Mrs. Newsham                                |
| Heather Angel      | Ethel (Maid)                                |
| Auriol Lee         | Isobel Sedbusk                              |
| Reginald Sheffield | Reggie Wetherby                             |
| Leo G. Carroll     | Captain George Melbeck                      |

## Oscar-díj
- legjobb női főszereplő – Joan Fontaine